# Mercedes-Benz F125!
Mercedes-Benz F125! (нем. Forschungsfahrzeug — «экспериментальный») — концепт-кар с экологически чистым двигателем от компании Mercedes-Benz, представленный в 2011 году к 125-летию марки.

## История
Концепт был представлен в 2011 году на Франкфуртском автосалоне в честь празднования 125-летия с момента получения Карлом Бенцом патента на создание первой машины. 4-местный автомобиль в кузове купе оснастили водородным двигателем с электрическим приводом, тем самым подчёркивая потенциал H2 в качестве источника энергии будущего. В отличие от предыдущих концепт-каров компании, отражавших пути развития Mercedes-Benz на ближайшие 7-8 лет, F125! является технологическим провидцем, демонстрирующим то, как будут выглядеть роскошные автомобили марки к 2025 году и далее.
5-метровый автомобиль, оснащённый дверьми в стиле крыло чайки, демонстрирует, как экологически чистые двигатели могут быть использованы в сегменте люксовых автомобилей будущего. Исследователи и разработчики Mercedes-Benz включили в F125! хорошо зарекомендовавшие себя концепции и технологии, которые ещё не доступны на рынке на момент производства концепта, но для которых фундаментальные исследования показали большое будущее и, следовательно, реальный шанс на применение в будущих серийных автомобилях.

## Описание
Автомобиль работает от электродвигателей (на каждом колесе) и обладает полным приводом системы e4MATIC. Передние двигатели обеспечивают 50 кВт (68 л.с., 75 Н·м крутящего момента), задние — 100 кВт (136 л.с., 200 Н·м); в общей сумме мощность составляет 230 кВт (312 л.с.). Благодаря этому автомобиль разгоняется до 100 км/ч за 4,9 секунды и развивает максимальную скорость в 221 км/ч. Ёмкость литий-серных аккумуляторов, расположенных позади задних сидений, составляет 10 кВт⋅ч. Аккумулирование энергии обеспечивает совершенно новый вид водородного бака объёмом в 7.5 кг, расположенного между передними колесами. Запас хода автомобиля составляет почти 1000 км (600 миль).
Шасси F125! выполнено из углеродистого волокна, алюминия и пластмассы, что делает его очень лёгким. Масса автомобиля составляет 1701 кг (для сравнения масса W222 S400 Hybrid равна 2061 кг). На концепт-кар установлены диски 245/35 R23 с шинами 7 1/2JX23.
Кабина автомобиля оснащена панелью управления с 3D дисплеем, облачными телематическими системами, асимметричными задними сидениями и новой системой развлечения «@yourCOMAND». Салон F125! позволяет сложить переднее пассажирское сиденье так, что получается целое спальное место, наподобие Maybach 62. Управление электроникой осуществляется посредством голосовых команд, прикосновений или жестов.
Концепт F125! является первым электро-автомобилем, использующим пневмоподвеску и плавную регулировку амортизаторов, благодаря чему сохраняется оптимальный баланс между комфортом езды, динамикой движения и потреблением энергии.
Расход водорода согласно NEDC составляет всего 790 грамм на 100 км (что аналогично 2.7 л. дизельного топлива).